# Луанда (Бразилия)
Луанда (порт. Loanda) — муниципалитет в Бразилии, входит в штат Парана. Составная часть мезорегиона Северо-запад штата Парана. Входит в экономико-статистический микрорегион Паранаваи. Население составляет 20 873 человека на 2006 год. Занимает площадь 722,496 км². Плотность населения — 28,9 чел./км².
Праздник города — 27 ноября.

## История
Город основан 15 августа 1953 года.

## Статистика
- Валовой внутренний продукт на 2003 год составляет 108 862 000,00 реалов (данные: Бразильский институт географии и статистики).
- Валовой внутренний продукт на душу населения на 2003 год составляет 5319,00 реалов (данные: Бразильский институт географии и статистики).
- Индекс развития человеческого потенциала на 2000 год составляет 0,771 (данные: Программа развития ООН).

## География
Климат местности: субтропический. В соответствии с классификацией Кёппена, климат относится к категории Cfa.